# Dave Anana
Dave Anana (* 196?) ist ein US-amerikanischer Biathlet.
Dave Anana ist Mitglied der Washington Biathlon Association. Er nahm mehrfach an Nordamerikanischen Biathlonmeisterschaften teil. 2005 am Mount Shark in Canmore wurde er 18. des Sprints, 2009 in Valcartier mit BethAnn Chamberlain und Susan Dunklee als US-Staffel 7 13. des Mixed-Rennens. In der Gesamtwertung des Biathlon-NorAm-Cup 2008/09 erreichte Anana mit 60 Punkten den 35. Platz.

## Belege
1. ↑  2007 Annual Meeting (Memento vom 6. Oktober 2008 im Internet Archive)
2. ↑  Sprintergebnisse der NAM 2005 (Memento vom 5. Mai 2014 im Internet Archive) (PDF; 247 kB)
3. ↑  Ergebnisse Mixed-Staffel 2009 (Memento vom 13. Februar 2014 im Internet Archive) (PDF; 185 kB)

| Personendaten    | Personendaten              |
| ---------------- | -------------------------- |
| NAME             | Anana, Dave                |
| KURZBESCHREIBUNG | US-amerikanischer Biathlet |
| GEBURTSDATUM     | 20. Jahrhundert            |